# Jedwabna nadzieja
Jedwabna nadzieja (ang. Silk Hope) – amerykański film telewizyjny z 1999 roku na podstawie książki Lawrence'a Naumoffa z udziałem Farrah Fawcett. 

## Obsada
- Farrah Fawcett – Frannie Vaughn
- Brad Johnson – Ruben
- Peggy McCay – Pani Vaughn, matka Frannie i Natalie
- Ashley Crow – Natalie, siostra Frannie
- Scott Bryce – Jake
- Herb Mitchell – Claude Osteen

## Treść
Frannie Vaughn była zawsze czarną owcą w rodzinie. Niespokojna dusza, prowadziła przez lata "rozrywkowe" życie, zmieniała mężczyzn jak rękawiczki. Matka i siostra Natalie uważały, że ma to po ojcu, który opuścił rodzinę, gdy jego dwie córki były jeszcze małe. Od tamtego czasu żona i córki nie miały od niego żadnych wieści.
Kiedy okazuje się, że matka jest ciężko chora i lekarze dają jej najwyżej pół roku życia, Frannie decyduje się wrócić do rodzinnego miasteczka Silk Hope, w stanie Północnej Karoliny. Niestety, przybywa za późno. Frannie ma wyrzuty sumienia. Postanawia zostać w domu, uporządkować swoje sprawy, zacząć nowe życie.
Aby udowodnić, że się zmieniła, Frannie podejmuje pracę w miejscowych zakładach odzieżowych. W fabryce spotyka brygadzistę Rubina, w którym się zakochuje.